# Módosító billentyű
A számítástechnikában a módosító billentyű a billentyűzet olyan speciális gombja, amit egy másik billentyűvel egyszerre használva megváltoztatja annak megszokott működését.
Például a Microsoft Windows alatt az Alt + F4 becsukja az aktív ablakban futó programot. Ezzel szemben, a sima F4 lenyomására valószínűleg semmi sem fog történni, hacsak az adott programban nem rendeltek valamilyen funkciót az F4 billentyűhöz. Önmagukban a módosító billentyűk általában nem hívnak elő semmilyen funkciót, például az Alt lenyomása semmilyen válaszreakciót nem fog kiváltani a számítógépből.
Jef Raskin, a felhasználói felületek szakértője alkotta meg a kvázimód (quasimode) kifejezést a számítógépnek arra az állapotára, amikor egy módosító billentyű lenyomásra kerül.

## Személyi számítógépek módosító gombjai
A leggyakoribb módosító billentyűk:
- Shift
- Ctrl
- Alt (Alternative)
- AltGr (Alternative Graphic)
- Super – windowsos billentyűzeteken Windows billentyű, Mac OS-számítógépeken Cmd billentyű, SUN gépeken Meta
- Fn (Function) – billentyűzeteken, jellemzően notebookon található meg.

A Shift a legrégebb óta használt módosító billentyű, eredete az írógépekig vezethető vissza, általában a nagybetűk leírásánál használatos.

## Módosító billentyűk nem-windowsos platformokon
A PC-ken megszokott módosítógombok mellett az Apple Macintosh számítógépeken megtalálható a ⌘ szimbólummal ellátott Command billentyű (régebbi billentyűzeteken az Open Apple szimbólum is rajta van). Az Alt-ot az Option billentyű (Opt) helyettesíti; bár az Apple billentyűzetein az „Option” és az „Alt” felirat egyaránt megtalálható. Windowsos billentyűzettel használva a Macintoshok általában a Windows billentyűt használják a Command funkcionalitására.
A KDE és a GNOME környezetek módosító gombként használják a Windows billentyűt, neve itt Super billentyű. Más X11-es konfigurációk a Windows gombot a Hyper billentyűhöz kötik, szintén módosító billentyűként használva.
A Sun Microsystems billentyűzetein megtalálható a Meta billentyű (Felirat: ◆).
Az Amiga számítógépeken két „Amiga billentyű” volt, dőlt írásmódú 'A' betűvel, ami az Amiga logóban is megtalálható. A bal oldali gomb az alkalmazás parancsait hívja elő, hasonlóan a Macintosh Command billentyűjéhez. A jobb oldali gombra a Workbench és az ablakozó alrendszer reagál, hasonlóan Microsoft-alapú környezetben a Windows billentyűhöz. A két gombot más gombokkal együtt használva az egér működését lehet emulálni.
A Commodore 64 számítógépeken a C= feliratú „Commodore-gomb” volt megtalálható.
A Sinclair ZX Spectrum billentyűzetén a Caps Chift mellett egy Symbol Shift gomb is létezett. Ez további kulcsszavak és központozó karakterek elérésére szolgált.
Kompakt billentyűzeteken, például laptopokén, gyakran megtalálható az Fn gomb. Az Fn-t a funkciógombokkal (F1-F12) együtt lenyomva gyakran a hardvert kontrolláló funkciókat (pl. fényerő, hangerő módosítása) lehet elérni.
Az MIT space-cadet keyboardján ráadásként Top, Front, Super és Hyper módosító billentyűk találhatók. A speciális billentyűzet a szokásos módosítógombokkal együtt akár 8000 különböző karakter bevitelére alkalmas.

## Mellékjeles karakterek
Egyes nem angol nyelvű billentyűzetkiosztásokon speciális gombokkal elő lehet hívni a szabvány karakterek ékezetes változatát. Sőt, a szabványos brit kiosztás tartalmaz egy ékezet (`) gombot a bal felső sarokban, amivel az àèìòù/ÀÈÌÒÙ karakterek előhozhatók; bár ez egy kétlépcsős megoldás, ahol először az ékezetgombot kell lenyomni, majd annak felengedése után az ékezetesítendő karakter gombját. Ezt a megoldást repülő ékezetnek (angolul: dead key) nevezik. Az AltGr módosítóval az áéíóú/ÁÉÍÓÚ betűket lehet előhozni. Némelyik billentyűzetkiosztás, például a magyar is önálló gombokat rendel az ékezetes karakterekhez. Másokon egy Compose, azaz kombináló billentyű segíti elő az ékezetes és más különleges karakterek bevitelét. A Compose, majd két másik billentyű lenyomásával a két másik billentyű kombinált betűképéhez hasonló fog megjelenni a képernyőn.

## Felhasználói felülettel kapcsolatos problémák
A régi, 1990-es évekbeli, MS-DOS alatt futó játékok vezérlésében gyakran szerepet kaptak módosító gombok, mint a Ctrl, Alt és a Shift. Például az id Software eredeti Doom-sorozatában alapértelmezésben a Ctrl gomb sütötte el a fegyvert, az Alt gomb és a kurzorbillentyűk segítségével lehetett oldalazva mozogni, a Shift nyomva tartása mellett a fel-le nyilakkal lehetett előre-hátra futni. Ezt az irányítórendszer számos játékgyártó cég különböző műfajú játékaiban felbukkant. A Windows 95 és vele a Windows gomb megjelenésével ez a fajta irányítórendszer kényelmetlenné vált, mert a játékos a Ctrl vagy az Alt helyett könnyen megnyomhatta tévedésből a Windows billentyűt, ami a DOS ablakban, teljes képernyőn futtatott játék ablakát lekicsinyítette, és előtérbe hozta a Windows Intéző felületét. Ezért a legtöbb mostani játékhoz újabb irányítórendszert fejlesztettek; általában a belső nézetű lövöldözős játékok az egér használata mellett Half-Life-stílusú irányítást alkalmaznak (W, A, S, D, szóköz, Shift, Ctrl gombokkal); a Windows gomb helyével könnyen összekeverhető Alt gombot kihagyták. Egyes játékok, mint a Doom 3, letiltják játék közben a Windows billentyűt.
Egy másik következetlenség, hogy a „Nyomja meg bármelyik billentyűt!” (Press any key) felszólítás után általában a várakozó program nem fogadja el módosító gomb lenyomását.

## Fordítás
- Ez a szócikk részben vagy egészben a Modifier key című angol Wikipédia-szócikk ezen változatának fordításán alapul.  Az eredeti cikk szerkesztőit annak laptörténete sorolja fel. Ez a jelzés csupán a megfogalmazás eredetét és a szerzői jogokat jelzi, nem szolgál a cikkben szereplő információk forrásmegjelöléseként.